# Унін (Західнопоморське воєводство)
Унін (пол. Unin, нім. Tonnin) — село в Польщі, у гміні Волін Каменського повіту Західнопоморського воєводства.
Населення — 344 особи (2011).
У 1975-1998 роках село належало до Щецинського воєводства.

## Демографія
Демографічна структура станом на 31 березня 2011 року:
|          | Загалом | Допрацездатний вік | Працездатний вік | Постпрацездатний вік |
| -------- | ------- | ------------------ | ---------------- | -------------------- |
| Чоловіки | 180     | 35                 | 133              | 12                   |
| Жінки    | 164     | 26                 | 115              | 23                   |
| Разом    | 344     | 61                 | 248              | 35                   |